# Dzjambejty
Dzjambejty (ryska: Джамбейты, kazakiska: Zhympīty) är en ort i Kazakstan.   Den ligger i oblystet Västkazakstan, i den västra delen av landet, 1 300 km väster om huvudstaden Astana. Dzjambejty ligger 30 meter över havet och antalet invånare är 6 262.
Terrängen runt Dzjambejty är mycket platt. Runt Dzjambejty är det mycket glesbefolkat, med 2 invånare per kvadratkilometer. Det finns inga andra samhällen i närheten. Trakten runt Dzjambejty består i huvudsak av gräsmarker.